# Ourisia
Ourisia Comm., 1789 è un genere di piante della famiglia Plantaginaceae.

## Tassonomia
Comprende le seguenti specie:
- Ourisia alpina Poepp. & Endl.
- Ourisia biflora Wedd.
- Ourisia breviflora Benth.
- Ourisia caespitosa Hook.f.
- Ourisia calycina Colenso
- Ourisia chamaedrifolia Benth.
- Ourisia coccinea (Cav.) Pers.
- Ourisia × cockayneana Petrie
- Ourisia colensoi Hook.f.
- Ourisia confertifolia Arroyo
- Ourisia cotapatensis Meudt & S. Beck
- Ourisia crosbyi Cockayne
- Ourisia fragrans Phil.
- Ourisia fuegiana Skottsb.
- Ourisia glandulosa Hook.f.
- Ourisia goulandiana Arroyo
- Ourisia integrifolia R.Br.
- Ourisia lactea Cockayne & Allan
- Ourisia macrocarpa Hook.f.
- Ourisia macrophylla Hook.
- Ourisia microphylla Poepp. & Endl.
- Ourisia modesta Diels
- Ourisia muscosa Benth.
- Ourisia polyantha Poepp. & Endl.
- Ourisia × prorepens Petrie
- Ourisia pulchella Wedd.
- Ourisia pygmaea Phil.
- Ourisia remotifolia Arroyo
- Ourisia ruellioides (L.f.) Kuntze
- Ourisia serpyllifolia Benth.
- Ourisia sessilifolia Hook.f.
- Ourisia simpsonii (L.B.Moore) Arroyo
- Ourisia spathulata Arroyo
- Ourisia vulcanica L.B.Moore